# Vilaverd
Vilaverd település Spanyolországban, Tarragona tartományban. Vilaverd Montblanc és La Riba községekkel határos. Lakosainak száma 468 fő (2024).

## Népesség
A település népessége az elmúlt években az alábbi módon változott:
| Lakosok száma | 232  | 1109 | 726  | 576  | 384  | 416  | 494  | 487  | 452  | 468  |
|               | 1717 | 1887 | 1936 | 1960 | 1986 | 2004 | 2009 | 2014 | 2019 | 2024 |